# Crowns
I Crowns sono stati una band folk punk britannica, formatasi nel 2010 a Launceston, in Cornovaglia. La band era composta dal cantante e chitarrista Bill Jefferson, dal bassista Jake Butler, dal mandolinista Jack Speckleton e dal batterista Rob Ramplin (ha sostituito Nathan Haynes nel 2013).

## Storia

### Formazione (2010)
I Crowns si formano nel 2010 dopo essersi trasferiti dalla Cornovaglia a Londra. Il loro suono è in parte ispirato alle canzoni tradizionali della Cornovaglia  con la band che spesso chiude i loro spettacoli dal vivo con una versione di Little Eyes.
Nel luglio 2010, la band è stata invitata a suonare in un festival presso l'ormai defunto locale al Nord di Londra, The Flowerpot, a cura dell'etichetta discografica The Communion. Durante il loro concerto finale, la band fu raggiunta sul palco da Ben Lovett dei Mumford & Sons  che si unì alla band suonando la fisarmonica. La registrazione live della traccia è stata inclusa nell'album raccolta The Flowerpot Sessions, pubblicato da Communion e Island Records nel giugno 2011. Alla fine del 2010, i Crowns furono invitati da Spider Stacy dei The Pogues per supportare la band alla Brixton Academy di Londra durante il loro tour annuale di Natale.

### Kissing Gates(2011)
Nel luglio 2011, i Crowns ha suonato all'Eden Project come parte della serie di concerti Eden Sessions, aprendo il palco principale prima di Mystery Jets e Brandon Flowers. La loro versione di Bodmin Town, una canzone tradizionale della Cornovaglia, è stata inclusa in "Eden Project - The Album" e pubblicata nel settembre 2011.
Il 22 settembre, i Crowns hanno annunciato l'uscita del loro singolo di debutto "Kissing Gates" sulla loro impronta "Ship Wreckords" e distribuito da PIAS. Rilasciato il 14 novembre 2011, il singolo è stato reso disponibile su disco in vinile da 7 "in edizione limitata e download digitale. Il supporto radiofonico per il singolo è stato forte con John Kennedy degli XFM che ha nominato la traccia il suo "X-Posure Hot One"  oltre alle esibizioni di Zane Lowe  e dello spettacolo Punk Rock di Mike Davies su BBC Radio 1.
Nel novembre 2011, i Crowns sono stati invitati a sostenere The King Blues nel loro tour nel Regno Unito insieme a Cerebral Ballzy.

### Stitches In The Flag(2012)
Nel marzo 2012, Crowns hanno pubblicato il loro primo EP, Full Swing, con 6 tracce.
Il 29 ottobre 2012, i Crowns hanno pubblicato il singolo "Parting in the Porch", che è una canzone del loro album successivo, Stitches in the Flag.
Stitches in the Flag è stato pubblicato il 5 novembre 2012 ed è stato accolto positivamente dalla critica.

### Separazione (2013-2014)
Nel gennaio 2013 i Crowns hanno aperto il concerto per i The Dropkick Murphys agli spettacoli di Londra nel loro tour europeo.
I Crowns hanno suonato il loro ultimo concerto a settembre 2014.

## Discografia
- 2012 - Full Swing
- 2012 - Stitches in the Flag